# Pirates of the Caribbean: On Stranger Tides (trilha sonora)
Pirates of the Caribbean: On Stranger Tides é a trilha sonora do filme de mesmo nome, dirigido por Rob Marshall. As faixas foram compostas por Hans Zimmer, que também trabalhou nos três primeiros filmes da série Piratas do Caribe, além de Eric Whitacre e sua esposa, Hila Plitmann, e Rodrigo y Gabriela. O álbum lançado em 17 de maio de 2011, através da Walt Disney Records.

## Faixas
| N.º | Título                                                                     | Compositor(es)                   | Duração |  |
| 1.  | "Guilty of Being Innocent of Being Jack Sparrow"                           | Zimmer                           | 1:42    |  |
| 2.  | "Angelica" (feat. Rodrigo y Gabriela)                                      | Zimmer, Cruz, Rodrigo y Gabriela | 4:17    |  |
| 3.  | "Mutiny"                                                                   | Zimmer                           | 2:48    |  |
| 4.  | "The Pirate That Should Not Be"                                            | Rodrigo y Gabriela, Zimmer       | 3:55    |  |
| 5.  | "Mermaids"                                                                 | Zimmer, Whitacre                 | 8:05    |  |
| 6.  | "South of Heaven's Chanting Mermaids"                                      | Rodrigo y Gabriela, Zimmer       | 5:48    |  |
| 7.  | "Palm Tree Escape" (feat. Rodrigo y Gabriela)                              | Zimmer                           | 3:06    |  |
| 8.  | "Blackbeard"                                                               | Zimmer                           | 5:05    |  |
| 9.  | "Angry and Dead Again"                                                     | Rodrigo y Gabriela, Zimmer       | 5:33    |  |
| 10. | "On Stranger Tides"                                                        | Zimmer, Zanelli, Whitacre        | 2:44    |  |
| 11. | "End Credits"                                                              | Zimmer                           | 1:59    |  |
| 12. | "Guilty of Being Innocent of Being Jack Sparrow" (remixado por DJ Earworm) | Zimmer                           | 2:45    |  |
| 13. | "Angelica (Grant Us Peace Remix)" (remixado por Ki: Theory)                | Zimmer, Cruz, Rodrigo y Gabriela | 3:08    |  |
| 14. | "The Pirate That Should Not Be" (remixado por Photek)                      | Rodrigo y Gabriela, Zimmer       | 6:26    |  |
| 15. | "Blackbeard" (remixado por Super Mash Bros & Thieves)                      | Zimmer                           | 5:26    |  |
| 16. | "South of Heaven's Chanting Mermaids" (remixado por Paper Diamond)         | Rodrigo y Gabriela, Zimmer       | 3:32    |  |
| 17. | "Palm Tree Escape" (remixado por Adam Freeland)                            | Zimmer                           | 5:28    |  |
| 18. | "Angry and Dead Again" (remixado por Static Revenger)                      | Rodrigo y Gabriela, Zimmer       | 5:49    |  |

## Paradas musicais
| Parada (2010)                             | Melhor posição |
| ----------------------------------------- | -------------- |
| Bélgica (Belgian Albums Chart) (Flanders) | 43             |
| Bélgica (Belgian Albums Chart) (Valônia)  | 62             |
| Estados Unidos (Billboard 200)            | 45             |
| Espanha (Spanish Albums Chart)            | 73             |
| França (French Albums Chart)              | 70             |
| Países Baixos (Dutch Albums Chart)        | 76             |
| Polônia (Polish Albums Chart)             | 26             |